# Modesto Castrillo
Modesto Castrillo Frías (n. 1912) fue un político español de ideología comunista.

## Biografía
Nació en Palencia en 1912. Fue cocinero de profesión. Miembro de las Junvetudes Comunistas desde 1932, se afiliaría al Partido Comunista de España (PCE) en 1936. Tras el estallido de la Guerra civil se unió a las fuerzas republicanas, llegando a formar parte del comisariado político del Ejército Popular de la República. En calidad de tal, durante el transcurso de la contienda ejercería como comisario de las brigadas mixtas 10.ª y 227.ª, tomando parte en varias batallas.
Tras el final de la contienda se exilió en la Unión Soviética, donde estudió en una escuela política. Posteriormente se trasladaría a Checoslovaquia.